# Nubijci
Nubijci so etnično/jezikovna skupina avtohtonih prebivalcev  današnjega Sudana in južnega Egipta, ki izvira iz zgodnjih prebivalcev osrednje doline Nila, za katero velja, da je ena od prvih zibelk civilizacije. Govorijo nubijske jezike, ki so del severovzhodnih sudanskih jezikov.
V osrednji Nubiji so odkrili naselja iz zgodnje kamene dobe, stara približno 9000 let. Vadi Halfa velja za najstarejše naselje ob srednjem Nilu. Deli Nubije, na primer nom Ta-Seti v Gornjem Egiptu, je bil celo dinastično obdobje del Starega Egipta. Drugi deli Nubije, zlasti južna in Gornja Nubija,  so bili včasih del faraonskega Egipta, sicer pa del Egiptu  sovražne države Meroe ali Kraljestva Kuš. Med vladavino Petindvajsete dinastije je bila Nubija združena z Egiptom, ki se je s tem razširil do sedanjega Kartuma.
Proti koncu dinastičnega obdobja se je Gornja Nubija otresla egipčanske oblasti. Nubijci so ustanovili svojo dinastijo, ki je v 8. stoletju pr. n. št. vladala tudi v Gornjem in Spodnjem Egiptu. Nubijski vojaki  so sloveli kot spretni in natančni lokostrelci.
V srednjem veku so se Nubijci spreobrnili v krščanstvo in ustanovili tri kraljestva: Nobatija v severni, Makurija v srednji in Alodija v južni Nubiji.
Potomci  Nubijcev živijo večinoma v južnem Egiptu (okolica  Asuana in Luksorja)  in severnem  Sudanu, predvsem v pokrajinah med   Vadi Halfo na sudansko-egiptovski meji in Al Dabbahom. Več skupin Nubijcev, znanih kot Hribovski Nubijci, živi v severnem pogorju Nuba in državi Južni Kordofan, Sudan. Glavne skupine Nubijcev od severa proti jugu so Halfavejen, Sikut, Mahas in Dongola.

## Etimologija
Nubija je imela v zgodovini zelo različna imena. Stari Egipčani so jo imenovali Ta seti - Dežela loka, Meroiti akin(e) – Spodnja Nubija in  kes(a), kos(a) – Kuš, Grki pa Αἰθιοπία - Etiopia.
Izvor imena Nubija je še vedno predmet razprav. Zanesljivo je samo to, da je bolj geografskega kot etničnega izvora. Mnogo znanstvenikov je zaradi kulturnih značilnosti prepričanih, da je ime Nubija nastalo iz staroegipčanskega izraza nbw – zlato. V Rimskem cesarstvu se je izraz Nubija nanašal na Gornji Egipt in severni Sudana. Druga etimologija povezuje ime z Nubi, naseljenci na ozemlju, ki se je kasneje po njih imenovalo Nubija. Izraz Nubijec se je povezoval tudi z grškim zgodovinarjem Strabonom, ki je omenjal ljudstvo Nubas.

## Zgodovina
Prazgodovina Nubije se začenja v kameni dobi pred približno 300.000 leti. Okoli leta 6.000 pr. n. št. so ljudstva v Nubiji razvila poljedelstvo. Pisavo so začela uporabljati relativno pozno, ko so privzela egipčanske hieroglife. Staroveška zgodovina Nubije se lahko razdeli na naslednja obdobja:  kultura A (3700-2800 pr. n. št.), kultura C (2300-1600 pr. n. št),  kermska kultura (2500-1500 pr. n. št.), Nubija v času egipčanskega Novega kraljestva  (1550-1069 pr. n. št.), Petindvajseta dinastija (1000-653 pr. n. št.), Napata (1000-275 pr. n. št.), Meroe (275 pr. n. št.-300/350  n. št.), Makurija (340-1317), Nobatija (350–650) in Alodija (7.  stoletje–1504).
Jezikovne analize kažejo, da so prvotni prebivalci Nubije v obdobju kulture C in kermske kulture govorili jezike, ki so spadali v berbersko in kušitsko vejo afroazijske družine jezikov. Prvotne prebivalce so nasledili prvi Nubijci, katerih jeziki so spadali v poseben  nilosaharski  filum.
Na steli kralja Aksuma Ezana  je zapis, da sta v staroveški Nubiji  živeli dve skupini prebivalcev:  »rdeči« Kasuji, za katere velja, da so govorili kušitsko in bili  sorodni sosednjim starim Egipčanom, in »črni« vzhodnosudansko govoreči prebivalci, sorodni Nilotom. Trditev so potrdile sodobne genske analize.
Egipt in Nubija sta imela v predinastičnem in faraonskem obdobju veliko skupne zgodovine, po Aleksandrovi osvojitvi Egipta leta 332 pr. n. št. pa sta se njuni zgodovini popolnoma razšli. Po tem letu je Nubija postala ozemlje med prvim in šestim Nilovim kataraktom. Takšna je ostala tudi v rimske obdobju.  Kušiti so ustanovili svojo državo Meroe, v kateri je vladal niz slavnih kandak - kraljic mater. Mit pravi, da je ena od njih z vojsko slonov prestrašila Aleksandra Velikega in ga prisilila k umiku. Zgodovinski dokumenti kažejo, da so Nubijci porazili rimskega cesarja Avgusta in nato sklenili ugoden mirovni sporazum.  Kraljestvo Meroe je kasneje porazilo tudi Perzijce. Krščanska Nubija je trikrat porazila arabsko vojsko in v Baqtu sklenila šeststoleten mirovni sporazum, najdaljši v zgodovini. Krščansko kraljestvo Nubija je v zgodnjem 16. stoletju propadlo. Sledila je popolna islamizacija države in ponovna združitev z Egiptom v okviru  Osmanskega cesarstva. Sledila je vladavina dinastije Mohameda Alija in nato britanska kolonialna oblast. Leta 1956 je Sudan postal neodvisen on Egipta, Nubija in Nubijci pa so postali razdeljeni med Egiptom in Sudanom.
Sodobni Nubijci govorijo nubijske jezike, vzhodnosudanske jezike, ki so del nilosaharske družine jezikov. Izumrli staronubijski jezik je dokazan od 8. stoletja in je najstarejši pisan afriški jezik izven afroazijske družine  jezikov. Bil je jezik nomadskih Nobov, ki so po propadu kraljestva Kuš  približno v 4. stoletju  zasedli ozemlje ob Nilu med prvim in tretjim kataraktom, in nomadskih Makorov na ozemlju med tretjim in četrtim kataraktom. Makori so kasneje zasedli ali nasledili ozemlje Nobov. Ustanovili so  državo Makurijo, ki je bila pod bizantinskim vplivom. Ozemlje Nobov je imelo status eparhije z imenom Nobatija.   Nobatijo sta ortodoksni pridigar Julijan in škof Longin Konstantinopelski  spreobrnila v miafizitizem in od takrat  je dobivala škofe od papeža Koptske pravoslavne cerkve v Aleksandriji.
Nubijo so sestavljale štiri regije z različno geografijo in poljedelstvom. Severni in osrednji del je tvorila dolina Nila, v kateri je bilo mogoče namakanje, v zahodnem Sudanu sta se prepletala  stalno in nomadsko pašništvo, v vzhodnem Sudanu je prevladovalo nomadstvo z nekaj namakanimi področji, na jugu pa so bili bogati pašniki z največjimi poljedelskimi skupnostmi v Nubiji.
V Nubiji so vladali večinoma kralji iz klanov, ki so obvladovali rudnike zlata. Razen z zlatom so trgovali tudi z eksotičnim blagom iz drugih  delov Afrike, med drugim s slonovino in živalskimi kožami, ki je preko Nubije potovalo v Egipt.

## Sodobni Nubijci
Potomci starih Nubijcev še vedno živijo na ozemlju, imenovanem Stara Nubija.  Večina njenega ozemlja je  v sodobnem Egiptu. Ocenjuje se, da se je od 1960. let, ko je bil zgrajen Asuanski jez na Nilu in poplavil veliko nubijskega ozemlja,  z juga Egipta odselilo okoli 50.000 Nubijcev. Nekateri še naprej kmetujejo kot zakupniki opuščenih kmetij, večina pa se je preselila v mesta. V preteklosti so se arabščine učili samo moški, ki so odhajali na delo, zdaj pa se je uči vedno večje število žensk, ki imajo dostop do šole, radia in televizije. Vedno več Nubijk je tudi zaposlenih.
V arabsko-izraelski vojni leta 1973 so Nubijce zaradi nepoznavanja njihovega jezika v egiptovski vojski zaposlili kot codetalkerje.

## Kultura
Nubijci so razvili lastno  identiteto, izraženo v poeziji, romanih, glasbi in pripovedništvu.
K Nubijcem v sodobnem Sudanu spadajo Danakli v okolici Dongole, Mahi med Vadi Halfo in tretjim kataraktom in Sikurti v okolici Asuana. Ti Nubijci imajo svojo pisavo in prakticirajo skarifikacijo: Mahi, moški in ženske, imajo na vsakem licu tri brazgotine, medtem ko imajo Danakli brazgotine na sencih. Mlade generacije to navado opuščajo.
Na nubijsko kulturo je imela velik vpliv geografija, ker je bila Nubija občasno razdeljena na Gornjo in Spodnjo Nubijo. V Gornjo Nubijo je spadal  njen južni del, kjer je bilo staroveško kraljestvo Napata (Kuš). Spodnja Nubija se je imenovala »koridor v Afriko«, kjer so se dogajali kulturni stiki in izmenjave med Nubijci, Egipčani, Grki, Asirci, Rimljani in Arabci. V Spodnji Nubiji je cvetelo kraljestvo Meroe.
Jeziki, ki jih govorijo sodobni Nubijci, temeljijo na starih sudanskih narečjih, največ govorcev ima t.i. Nubiin. Od severa proti jugu si sledijo narečja kenzi, fadiha (matoki), sukot, mahas in dongolavi.
Najpomembnejša nubijska središča moči  so bila Kerma, Nepata in Meroe z bogatim kmetijskim zaledjem. Staroegipčanski vladarji so si stalno prizadevali dobiti nadzor nad nubijskimi bogastvi, vključno z zlatom, in pomembnimi trgovskimi potmi preko nubijskega ozemlja. Nubijske trgovske vezi z Egiptom so v Novem kraljestvu privedle do dominacije Egipta nad Nubijo. Po ustanovitve kraljestva Meroe v 8. stoletju pr. n. št. sta se vlogi zamenjali. Oblast v Egiptu so za skoraj celo stoletje prevzeli nubijski vladarji, vendar so ohranili veliko egipčanskega kulturnega izročila. Nubijske kralje se šteje za pobožne učenjake in pokrovitelje umetnosti, ki so prepisovali egipčanska besedila in celo obnovili nekaj kulturnih običajev. Po teh dogajanjih je vpliv Egipta močno upadel. V Nubiji je postalo središče moči kraljestvo Meroe, v katerem so pomembno vlogo dobili kulturni stiki s podsaharsko Afriko.

### Religija
Sodobni Nubijci prakticirajo islam s primesmi tradicionalnih ljudskih verovanj. Pred islamom je veliko Nubijcev prakticiralo krščanstvo, pred njim pa zmes svojih in egipčanskih tradicionalnih verovanj. 
Pomembno nubijsko versko središče je bila Napata. V njej je bil Džebel Barkal, hrib iz masivnega peščenjaka, v katerem so prebivalci videli kobro z dvignjeno glavo. Egipčanski svečeniki so hrib razglasili za dom boga Amona, kar je tako pri Egipčanih kot pri Nubijcih še povečalo njegov verski pomen. Nubijci so 2.500 let častili svoje in egipčanske bogove tudi v času Novega kraljestva, ko so bili pod egipčansko okupacijo.
Nubijske kralje in kraljice so pokopavali blizu Džebel Barkala v piramidah, podobno kot egipčanske faraone. Nubijske piramide so gradili v Džebel Barkalu, Nuri na nasprotni obali Nila, El Kerru in Merou južno od Džebel Barkala.

## Arhitektura
Sodobna nubijska arhitektura v Sudanu je prepoznavna po velikem dvorišču, obdanem z visokim zidom. Vhod je velik in okrašen in praviloma obrnjen proti Nilu. Svetlo pobarvane štukature so pogosto okrašene s simboli, povezanimi z družino, ali s priljubljenimi motivi, kot so geometrijski vzorci, palme in vražje oči, ki odvračajo nesrečo.
Nubijci so iznašli nubijski obok, ki ima obliko navzgor obrnjene verižnice.

## Nubijci in Nubi
Nubijci se včasih zamenjujejo z Nubi in obratno. Nubi so ljudstvo v Keniji in Ugandi, ki šteje 100.000-200.000 pripadnikov. Nubi so potomci vojakov, ki so jih vpoklicale britanske kolonialne oblasti. Po poreklu so iz sodobnega južnega Sudana in Darfurja.

## Slavni Nubijci
Notable Nubians[edit source]
- Alara Nubijski, kušitski kralj, ustanovitelj Petindvajsete egipčanske dinastije
- Taharka, faraon  Petindvajsete dinastije
- Amanitore, kandake (kraljica) Kraljestva Kuš s središčem Meroë
- Gaafar Nimeiry, bivši sudanski predsednik
- Anvar Sadat, tretji predsednik Egipta, prvi uslimanski Nobelov nagrajenec
- Mohammed Wardi, sudanski nubijski pevec, ki se šteje za največjega sudanskega umetnika vseh časov
- Mohamed Mounir, pevec
- Mo Ibrahim, sudansko-britanski podjetnik
- Hamza El Din, pevec in muzikolog
- Ramey Dawoud, hiphop umetnik in igralec
- Khalil Kalfat, literarni kritik, politični in gospodarski komentator in pisec
- Abdallah Khalil, bivši sudanski predsednik vlade, soustanovitelj Zveze bele zastave in Partije Umma
- Mohamed Hussein Tantawi Soliman, egipčanski feldmaršal in vrhovni poveljnik egiptovskih oboroženih sil
- Muhammad Ahmad, sufistični šejk iz 19. stoletja, samooklicani mahdi
- Osama Abdul Latif, sudaski poslovnež
- Idris Ali, egipčanski  novelist
- Shikabala, egipčanski nogometaš
- Fathi Hassan, slikar